# キングオブコメディのカネとコメ
『キングオブコメディのカネとコメ』は、2010年10月8日から2011年4月1日までラジオ大阪とラジオ日本で毎週金曜日深夜に放送されていたラジオ番組。

## 概要
キングオブコメディの冠番組であり、初のレギュラーラジオ番組。
隔週月曜日の午前10時頃に赤坂の貸スタジオで2本録りしている。
アシスタントの浅乃かこがAVデビューするという出来事があった。彼女のデビュー作品には、このラジオ番組収録の模様が挿入されており、キンコメの2人の顔にモザイクがかけられていた。
番組のタイトルの由来は、「キンコメ」を当て字にして「金米」から、「カネとコメ」。
2010年12月24日はラジオ・チャリティー・ミュージックソン放送の為、同年12月22日（水曜日）の23:30から放送された。

## パーソナリティ
- キングオブコメディ（今野浩喜、高橋健一）
- 浅乃かこ - アシスタント

ゲスト
- 蒼井そら（2011年1月29日）

## コーナー
- 友達いないあるある!!

リスナーの実体験に基づく孤独なあるあるネタを紹介する。高橋と今野の学生時代の悲哀話に共感したリスナーたちにより自然発生的に生まれたコーナー。
- キングオブちっちゃな幸せ

ささいなことで幸せを感じる瞬間を高橋とリスナーが発表する。
- ブラックギャングのコーナー

我が家だけの言い伝えを紹介する。
- ふつおた

過去のコーナー
- お洒落芸人・今野のおしゃれDVDリポート

今野がよりお洒落になれるようなリスナーお勧めのDVDを紹介していく。実際には、「関西の私鉄を集めたDVD」を一回見ただけでコーナー終了。

## スタッフ
- 構成：野路晋一

## 放送局・時間
| 放送対象地域 | 放送局     | 放送日時             | 備考   |
| ------------ | ---------- | -------------------- | ------ |
| 近畿広域圏   | ラジオ大阪 | 金曜 24：30 - 25：00 | 制作局 |
| 関東広域圏   | ラジオ日本 | 金曜 26：30 - 27：00 |        |